# Salazar (Buenos Aires)
Salazar es una localidad del centro-oeste de la provincia de Buenos Aires situada en el Partido de Daireaux, Argentina. Se encuentra a 62 km de la ciudad de Daireaux.

## Población
Cuenta con 2,263 habitantes (Indec, 2022), lo que representa un incremento del 17.62% frente a los 1,924 habitantes (Indec, 2010) del censo anterior.
| Gráfica de evolución demográfica de Salazar entre 1991 y 2022 |
|                                                               |
| Fuente: Censos nacionales del INDEC                           |